# Brassia pascoensis
Brassia pascoensis är en orkidéart som beskrevs av David Edward Bennett och Eric Alston Christenson. Brassia pascoensis ingår i släktet Brassia och familjen orkidéer.
Artens utbredningsområde är Peru. Inga underarter finns listade i Catalogue of Life.